# Iglesia de Los Dominicos (La Felguera)
La Iglesia de los Padres Dominicos es un templo y teatro del Colegio Santo Tomás de Aquino de La Felguera, en Asturias (España). Junto con la de Oviedo, es la única iglesia dominicana de Asturias. Fue consagrada el 3 de diciembre de 1967 por Vicente Enrique y Tarancón, entonces Arzobispo de Oiviedo. Se encuentra en el catálogo del Docomomo Ibérico por su relevancia arquitectónica.

## Descripción
La iglesia fue proyectada por el arquitecto Francisco Coello de Portugal en 1965 en el interior del recinto educativo que diseñó para realojar el Colegio de la Orden de Dominicos, en la parroquia desde 1931 (conocido anteriormente como Colegio San Pedro). Para ello realizó un gran edificio exento dividido en dos niveles: teatro (el inferior, subterráneo) e iglesia (superior).
La planta tiene forma triangular, siendo su base cóncava. En el nivel subterráneo se encuentra el salón de actos, habilitado con escenario, 600 localidades en posición de anfiteatro (siendo el mayor aforo de la comarca) y con cabina cinematográfica. 
En el nivel superior se encuentra la iglesia. El edificio se cubre con una superficie alabeada que lleva a la techumbre a converger en una gran aguja. Las fachadas son ciegas a excepción de la principal, donde se abren dos pórticos con marquesinas voladizas y muros calados para jugar con la luz.
En el interior la techumbre se sostiene mediante vigas de acero fabricado en Ensidesa que imitan catenarias y recuerdan la tradición siderúrgica de la zona. En la parte posterior un coro recorre todo el frente separando sus compartimentos mediante los soportes de donde parten las catenarias. La mirada conduce al único altar, el cual se puede observar desde cualquier rincón de la planta. Éste se encuentra iluminado por un lucernario en la cima de la cubierta. Altar y pared trasera (que oculta la sacristía y se comunica con el teatro) tienen siluetas circulares cóncavas. 
La decoración interior se limita a las pequeñas cruces sobre pared blanca que forman el Vía Crucis, dos tallas de madera que siguen la estética moderna (Virgen María y Santo Domingo) y, en contraposición, la figura de Cristo Crucificado de corte clásico. Una lámpara en forma de corona sirve como lámpara en el altar, la cual se sostiene mediante cuatro cadenas que parten de dos cruces en los laterales del templo. 
Debido al cierre del colegio, el culto en la iglesia se ha limitado.